# أبو نصر منصور بن محمد العراقي
أبو نصر منصور بن محمد العراقي، هو أبو نصر منصور بن محمد بن إبراهيم بن عبد الله بن محمد بن بشر بن كامل بن زيد بن سعيد بن الحسن بن أحمد بن محمد بن معتمد بن هبة الله بن زيد بن محمد بن جرير بن عبد الله البجلي المقرئ.
ولد في قرية «غزق» بخراسان، وإليها نسب، وارتحل للعراق لطلب العلم ولقب بالعراقي لكثرة تردده على العراق، إضافة إلى ارتحاله للحجاز وتتلمذه على عدد من العلماء هناك.
وكان أبي نصر العراقي متمكناً من عدة علوم وفنون، فقد درس الحديث على يد عدد من شيوخه، وكذلك الفقه على مذهب أبي حنيفة النعمان؛ فكان من أبرز الفقهاء الأحناف، وتقلد منصب القضاء الذي يشترط في صاحبه أن يكون متمكناً ومتضلعاً في العلم، كل ذلك إضافة إلى كونه عالماً في القراءات.
وتتلمذ على يديه عدد من التلاميذ لدراسة القرآن وعلومه من أشهرهم: عبد الله الفراء، وعبد الحميد بن منصور العراقي، ومحمد بن علي السجزي، ومحمد بن عبد لله الرملي الفراء، وأحمد بن محمد النسفي، ومحمد بن أحمد النوجاباذي.
له من الكتب ما يلي: كتاب الإشارة في القراءات العشر، وهو من أهم كتبه وأبرزها، وقد اختصره ابنه عبد الحميد، وكتاب الموجز في القراءات.
توفي أبو نصر العراقي في السادس والعشرين من شهر صفر عام 450هـ، في مدينة سمرقند عن عمر يناهز 97 عاماً.

## اسمه ونسبه
أبو نصر منصور بن محمد بن إبراهيم بن عبد الله بن محمد بن بشر بن كامل بن زيد بن سعيد بن الحسن بن أحمد بن محمد بن معتمد بن هبة الله بن زيد بن محمد بن جرير بن عبد الله البجلي المقرئ.

## نشأته العلمية
ولد في قرية «غزق» بخراسان، وإليها نسب، وارتحل للعراق لطلب العلم ولقب بالعراقي لكثرة تردده على العراق، إضافة إلى ارتحاله للحجاز وتتلمذه على عدد من العلماء هناك.
وكان أبي نصر العراقي متمكناً من عدة علوم وفنون، فقد درس الحديث على يد عدد من شيوخه، وكذلك الفقه على مذهب أبي حنيفة النعمان؛ فكان من أبرز الفقهاء الأحناف، وتقلد منصب القضاء الذي يشترط في صاحبه أن يكون متمكناً ومتضلعاً في العلم، كل ذلك إضافة إلى كونه عالماً في القراءات.

## شيوخه
1. ابن الجزري.
2. أبو بكر بن مهران.
3. أبو الفرج الشنبوذي.
4. إبراهيم بن أحمد المروزي.
5. الحسن بن عبد الله بن محمد.
6. عبد الله بن يوسف.
7. أحمد بن محمد السعيدي.
8. محمد بن أحمد بن أبي دارة.
9. محمد بن محمد بن الحسن بن عثمان الطرازي.
10. أحمد بن محمد بن الحسن بن مقسم.[3]

## تلامذته
تتلمذ على يديه عدد من التلاميذ لدراسة القرآن وعلومه من أشهرهم:
1. عبد الله الفراء.
2. عبد الحميد بن منصور العراقي.
3. محمد بن علي السجزي.
4. محمد بن عبد لله الرملي الفراء.
5. أحمد بن محمد النسفي.
6. محمد بن أحمد النوجاباذي.[3][2]

## مؤلفاته
له من الكتب ما يلي:
1. كتاب الإشارة في القراءات العشر، وهو من أهم كتبه وأبرزها، وقد اختصره ابنه عبد الحميد.
2. كتاب الموجز في القراءات.[4]

## وفاته
توفي أبو نصر العراقي في السادس والعشرين من شهر صفر عام 450هـ، في مدينة سمرقند عن عمر يناهز 97 عاماً.

## أهمية الموضوع
كان أبي نصر العراقي متمكناً من عدة علوم وفنون، فقد درس الحديث على يد عدد من شيوخه، وكذلك الفقه على مذهب أبي حنيفة النعمان؛ فكان من أبرز الفقهاء الأحناف، وتقلد منصب القضاء الذي يشترط في صاحبه أن يكون متمكناً ومتضلعاً في العلم، كل ذلك إضافة إلى كونه عالماً في القراءات.